# Hypnum callichroum
Hypnum callichroum (Schönfarbiges Schlafmoos) ist ein pleurokarpes Laubmoos aus der Familie Hypnaceae.

## Merkmale
Hypnum callichroum bildet gelbgrüne, weiche, lockere, polsterförmige Rasen. Die Pflanzen werden bis 10 Zentimeter lang und sind mehr oder weniger regelmäßig fiedrig verzweigt. Die etwa 2 Millimeter langen und 0,9 Millimeter breiten Stämmchenblätter sind aus lanzettlicher Basis lang und fein zugespitzt und stark sichelförmig bis kreisförmig gebogen. Sie haben keine oder eine kurze doppelte Blattrippe. Die Blattränder sind ganzrandig und flach. Astblätter sind kürzer und schmäler als die Stämmchenblätter. Pseudoparaphyllien sind dreieckig-lanzettlich bis fast haarförmig.
In den Blattflügeln findet sich eine gut begrenzte Gruppe von größeren, aufgeblasenen und hyalinen oder gelblichen Zellen, in der Blattmitte sind die Zellen um 5 µm breit und 10 bis 15 mal so lang. Der Stämmchenquerschnitt weist einen kleinzelligen Zentralstrang auf, die äußere Schicht der Stämmchenrinde besteht aus vergrößerten hyalinen Zellen.
Perichätialblätter sind schwach längsfaltig, rippenlos und lang und fein zugespitzt. Die rote, 1,5 bis 2 Zentimeter lange und gedrehte Seta trägt eine geneigte bis horizontale, länglich-zylindrische und gekrümmte Sporenkapsel. Der kegelige Kapseldeckel ist mit einem Spitzchen versehen. Sporen sind 12 bis 18 µm groß, grünlich und glatt. Das Moos fruchtet gelegentlich.

## Standortansprüche und Verbreitung
Hypnum callichroum wächst auf saurem bis wenig kalkhaltigem Untergrund an feuchten, halbschattigen Standorten in Bergwäldern. 
In Österreich und der Schweiz kommt es in Höhenlagen von etwa 800 bis 2000 Metern in den Alpen vor; in Deutschland beschränken sich die Vorkommen auf Südbayern und den südlichen Schwarzwald. Weitere Vorkommen gibt es in den Gebirgen des übrigen Europa, in Teilen Asiens und in Nordamerika.